# Arita Damasceno Pettená
Arita Damasceno Pettená (28 de junho de 1932) é uma poetisa, professora e política brasileira natural de Florianópolis e radicada na cidade de Campinas, São Paulo. Tem 13 livros publicados, nos mais diversos gêneros: poesia, crônica, conto e crítica, além de artigos publicados em jornais e revistas.

## Biografia
Arita nasceu e cresceu em Florianópolis e, desde a adolescência, dedicou-se à literatura, publicando em revistas e jornais seus poemas, artigos e contos. Foi a primeira taquígrafa da Assembleia Legislativa de Santa Catarina entre os anos de 1951 e 1953. Mudou-se para Campinas em 1967, então acompanhada do marido, o militar Rodolpho Pettená (1927-2007), e estudou Letras Anglo-germânicas na PUC, formando-se em 1969. Em Suzano, São Paulo, pela Faculdade de Ciências e Letras Geraldo Rezende, formou-se no ano de 1977 em Pedagogia e no ano de 1981 em Ciências Sociais.
Na cidade de Campinas, exerceu o magistério e foi diretora de escolas. Em 1989, foi eleita Vereadora para a Câmara Municipal de Campinas.

## Atividades
- Membro da Academia Campineira de Letras e Artes
- Membro da Academia Campinense de Letras
- Membro Honorário da Academia Maçônica de Letras.
- Membro Correspondente do Movimento Poético Nacional e da Casa do Poeta de São Paulo.
- Presidente do Clube dos Poetas de Campinas
- Vice-Presidente da Casa do Poeta de Campinas
- Diretora Cultural e Vice-Presidente da Associação de Educação “O Homem de Amanhã”
- Membro da ABAL, APAMPESP; APEOESP; CPP; Sindicato dos Servidores Públicos de São Paulo.[3]
- Membro do Instituto Histórico e Geográfico e Genealógico de Campinas
- Membro do Clube dos 21 Irmãos Amigos de Campinas
- Diretora cultural da associação dos Militares da Reserva, Pensionistas e Expedicionários AMIRPE/EA.
- Cofundadora e Presidenta da Academia Campineira de letras, Ciências e Artes das Forças Armadas.

## Premiações
- Medalha Carlos Gomes – Prefeitura de Campinas, em 1975.[4]
- Medalha Governador Pedro de Toledo - Veteranos 1932/ 1976.[1]
- Título de Cidadania Campineira, 1971.[5]

## Obras
- Gente que amei...  Causas que defendi
- Cantigas de Amor Sem Fim (poesia, 1970)
- Confissões de uma mulher de soldado e outras crônicas (1973)
- Nós (1974)
- Coletânea Poética em Homenagem ao I Ano Internacional da Criança (1979)
- Poema do Amor Maior (poesia, 1986)
- Nas Asas do Sonho (1998)
- Mulher em Prosa e Verso (2000)
- Confissões de uma mulher de soldado (2001)
- Com a cara e a coragem (2002)
- Aí vem chumbo... Mas também vêm flores, volume I (2003)
- Aí vem chumbo... Mas também vêm flores, volume II (2004)
- Entre Quatro Paredes (2006)